# Louis Eugène Roy
Louis Eugène Roy, né en 1861 et mort le 29 octobre 1939 à Port-au-Prince, est un homme politique haïtien et président de la république d'Haïti du 15 mai au 18 novembre 1930. 

## Biographie
À la suite du choix du Conseil d'État, qui s'était opposé à une reconduction du président sortant Louis Borno, le conservateur Louis Eugène Roy assume la présidence le jour même du départ de son prédécesseur, le 15 mai 1930, dans le but d'organiser les élections législatives et présidentielles.
Sténio Vincent est élu nouveau président le 18 novembre suivant et succède à Louis Eugène Roy.